# Anatoly Konev
Anatoly Konstantinovich Konev (en russe : Анатолий Константинович Конев ; en français : Anatoli Konstantinovitch Koniev), né le 10 janvier 1921 et décédé le 9 novembre 1965, est un joueur soviétique de basket-ball.

## Carrière
Anatoly Konev a participé avec la sélection soviétique aux Jeux olympiques 1952, remportant la médaille d'argent. Il remporte également avec l'équipe d'URSS trois titres de champion d'Europe, en 1947, 1951 et 1953, étant nommé meilleur joueur de la compétition en 1953. Il était joueur du CSKA Moscou.